# Residu metabòlic
Els residus metabòlics són les substàncies resultants de processos metabòlics (com respiració cel·lular), les quals no poden ser utilitzats per l'organisme (per excés o toxicitat) i, per tant, han de ser excretades. Aquestes inclouen compostos de nitrogen, aigua, CO₂, fosfats, sulfates, etc. Els animals tracten aquests compostos com excrements. Les plantes tenen un processos químics que transformen alguns d'ells (principalment els compostos de nitrogen) en substàncies útils. Brian J. Ford ha demostrat que les fulles d'algunes espècies de plantes també porten residus lluny de la planta, desenvolupant una funció excretora.
Tots els residus metabòlics són excretats en forma de soluts d'aigua a través dels òrgans excretors (nefridi, tubs de Malpighi o ronyons), a excepció de CO₂, el qual és excretat juntament amb el vapor d'aigua a través dels pulmons. L'eliminació d'aquests compostos habilita l'homeòstasi química de l'organisme.

## Residus de nitrogen
Els compostos de nitrogen a través dels quals s'elimina l'excés de nitrogen s'anomenen residus nitrogenats o residus de nitrogen. Es tracta d'amoníac, urea, àcid uric, i creatinina. Totes d'aquestes substàncies són produïts pel metabolisme de proteïna. En molts animals, l'orina és la ruta principal d'excreció per aquests residus, mentre que en d'altres és la femta.

### Ammonotelisme
L'amoníac (NH3) es forma amb l'oxidació dels grups amino (NH₂), els quals són obtinguts de les proteïnes quan aquestes es converteixen a carbohidrats. És una substància molt tòxica pels teixits i extremadament soluble dins aigua. Només conté un àtom de nitrogen. Es necessita molta aigua per l'excreció d'amoníac, aproximadament 0,5 litres d'aigua per gram de nitrogen per mantenir els nivells d'amoníac dels líquids corporals per sota del nivell de toxicitat. Els organismes marins excreten amoníac directament a l'aigua i són anomenats ammonotèlics. Entre els animals ammonotèlics es troben protozous, crustacis, platihelmints, cnidaris, porífers, equinoderms i altres invertebrats aquàtics.

### Ureotelisme
Els animals terrestres, principalment els amfibis i els mamífers, converteixen l'amoníac en urea, un procés que té lloc al fetge i al ronyó. Aquests animals són anomenats ureotèlics. La urea és un compost menys tòxic que l'amoníac, que conté dos àtoms de nitrogen. Per tant, es necessita menys aigua per la seva eliminació. Requereix 0,05 litres d'aigua per gram de nitrogen, aproximadament només un 10% de l'aigua que necessites els organismes ammonotèlics.

### Uricotelisme
L'uricotelisme és la eliminació de nitrogen sobrant utilitzant àcid úric. Aquest mètode és utilitzat per ocells, diàpsids, insectes, llangardaixos i serps. Aquests animals són anomenats uricotèlics. L'àcid úric és menys tòxic que l'amoníac o la urea. Conté quatre àtoms de nitrogen i només cal una petita quantitat d'aigua (aproximadament 0,001 litres d'aigua per gram de nitrogen) per la seva eliminació. L'àcid úric és el menys soluble en aigua i pot ser emmagatzemat en cèl·lules i teixits sense efectes tòxics. Una sola molècula d'àcid úric pot eliminar quatre àtoms de nitrogen, fet que el fa més eficaç que ammonetelisme i ureotelisme.
Els organismes uricotèlics excreten generalment una pasta blanquinosa. Alguns mamífers, com els éssers humans, excreten àcid úric com a component de la urea, encara que en quantitats petites.

## Aigua i gasos
Aquesta compostos es forment durant el catabolisme de carbohidrats i lípids a les reaccions de condensació, i en alguns altres reaccions metabòliques dels aminoàcids. L'oxigen és produït per plantes i alguns bacteris durant la fotosíntesi, mentre que CO₂ és un producte de residus de tots els animals i plantes. Els gasos de nitrogen són produïts com a producte de residus, per bacteris, invertebrats i vertebrats. L'aigua és l'únic residu líquid d'animals i plantes que fan la fotosíntesi.

## Sòlids
Els nitrats i els nitrits són residus produïts per bacteris nitrificants, així com els sofre i els sulfates és produït per bacteris sulfur-reductors i bacteris sulfat-reductors. Els residus de ferro insoluble poden creats per bacteris de ferro que utilitzen formes solubles. En plantes, les resines, els greixos, les ceres i altres substàncies químiques orgàniques complexes són exsudades. Els productes de residus sòlids poden ser fabricats com pigments orgànics derivats del desglossament de pigments com l'hemoglobina, i sals inorgàniques com carbonats, hidrogencarbonats, i fosfats, sigui en forma iònica o molecular, i són excretats com a sòlids.
Els animals dipositen els residus sòlids com femta.